# Nový Vestec
Nový Vestec är en ort i Tjeckien.   Den ligger i regionen Mellersta Böhmen, i den centrala delen av landet, 24 km öster om huvudstaden Prag. Nový Vestec ligger 174 meter över havet och antalet invånare är 275.
Terrängen runt Nový Vestec är huvudsakligen platt. Nový Vestec ligger nere i en dal. Runt Nový Vestec är det tätbefolkat, med 343 invånare per kvadratkilometer. Närmaste större samhälle är Libeň, 19,4 km väster om Nový Vestec. I omgivningarna runt Nový Vestec växer i huvudsak blandskog.